# Antym z Nikomedii
Antym z Nikomedii (zm. 3 czerwca 302 lub 3 września 303) – biskup i męczennik, święty Kościoła katolickiego.
Prowadził działalność apostolską będąc biskupem Nikomedii. W okresie prześladowań w czasach panowania Dioklecjana wobec prześladowców stając w obronie współwyznawców ugościł mających go pojmać żołnierzy. Jego postawa sprawiła, iż chcieli oni wycofać się z powierzonego zadania, a dla wiernych stał się przykładem wiary. Stawił się następnie przed trybunałem, który skazał go na śmierć. Został ścięty 3 czerwca 302 lub 3 września 303.
Przypisywane jest mu autorstwo zachowanych we fragmentach pism.

O prześladowaniach Dioklecjana pisał w „Historii” Euzebiusz z Cezarei przypisując duchowe przywództwo grupie męczenników, którą określił:

Liczną do niego przyłączono rzeszę męczenników.

 Męczennicy ci obwiniani za wzniecenie pożaru w miejscowym pałacu zginęli spaleni żywcem i utopieni.
Wspomnienie liturgiczne obchodzono w różnych terminach: w IV wieku według Syryjskiego Martyrologium 24 kwietnia, 27 kwietnia według Martyrologium Hieronymianum (V wiek), natomiast w grupie „Dziesięciu Tysięcy Męczenników” 12 lutego lub 18 marca.